# Garde constitutionnelle du Roi

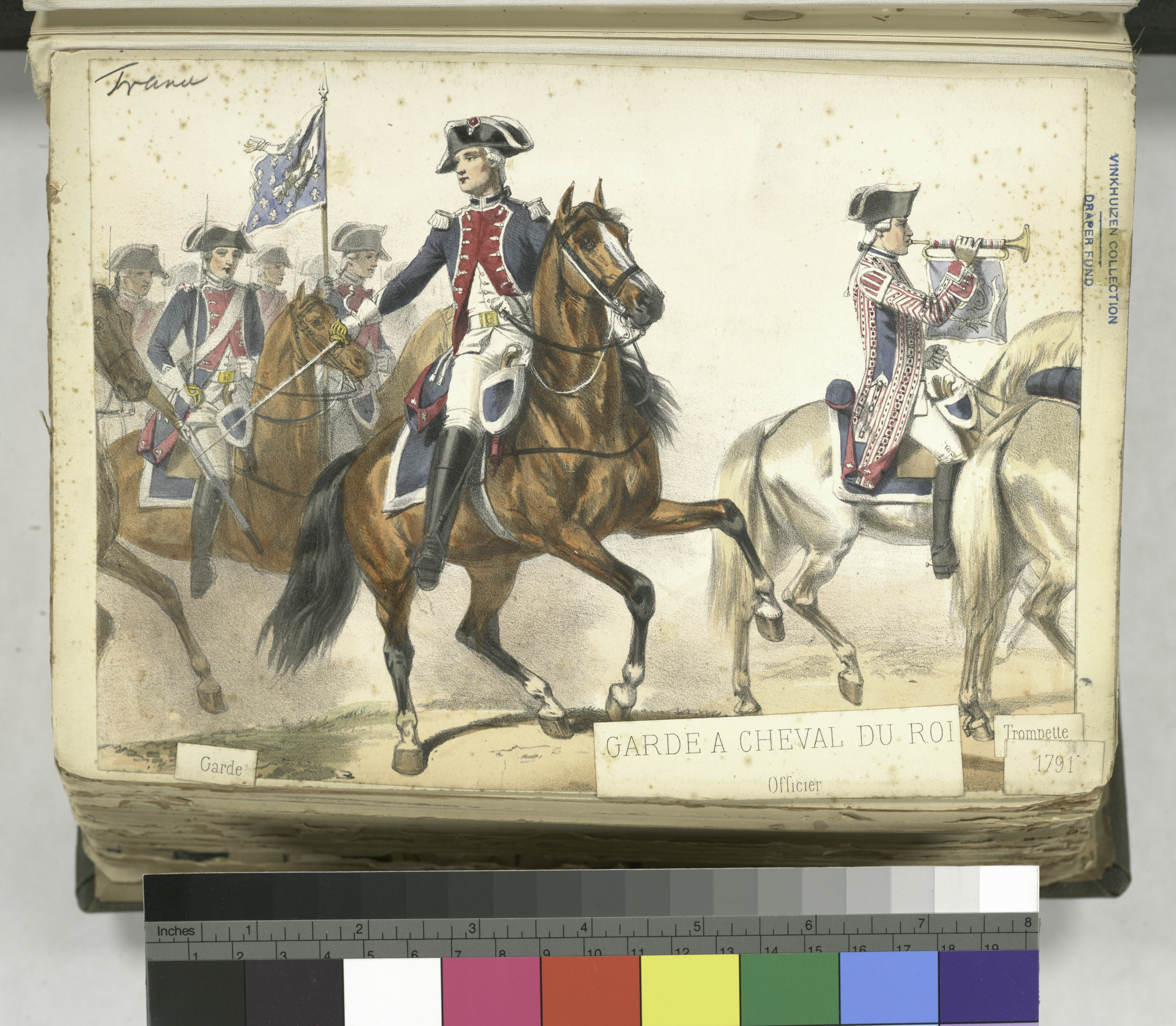
Gardes, officier et musicien de la garde à cheval du Roi.

Lorsque l'Assemblée constituante se sépare le 3 septembre 1791, elle décrète que le roi des Français disposera d'une Garde constitutionnelle, dite également garde Brissac. La formation de cette garde constitutionnelle est la seule réforme de cour mise en application, mais celle-ci ne dure que quelques mois.

## Garde constitutionnelle du Roi

### Création
Cette garde succède aux quatre compagnies de gardes du corps de la Maison militaire du roi de France, après la fuite à Varennes du 21 juin 1791, et malgré la vive opposition de beaucoup de Jacobins. La création de cette Garde était déjà prévue en 1790 par la Constitution. Louis XVI avait fait mettre cette loi en sommeil pour conserver ses anciens gardes. Quand elle entre en fonction en février 1792, le roi autorise la garde nationale à continuer de servir le plus près de sa personne, pour éviter les jalousies.

### Existence éphémère

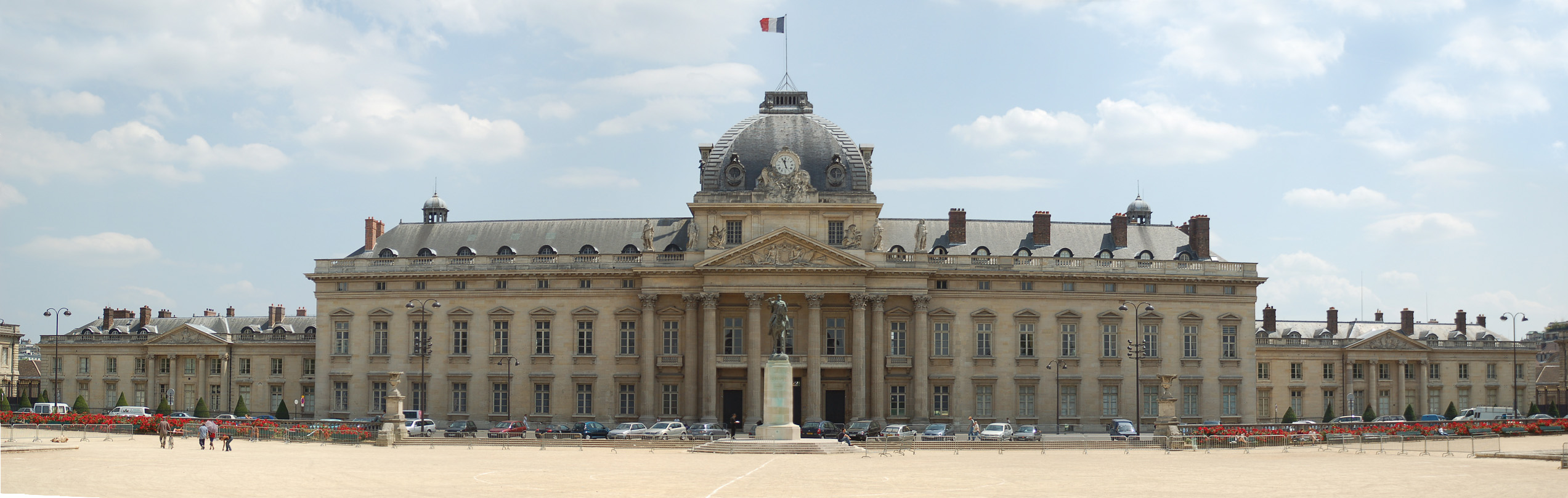
Les Gardes sont cantonnés à l'École militaire

Cette unité, commandée par le général-duc de Cossé-Brissac va avoir une existence éphémère. Elle a pour but de défendre la personne du roi et de sa famille. 

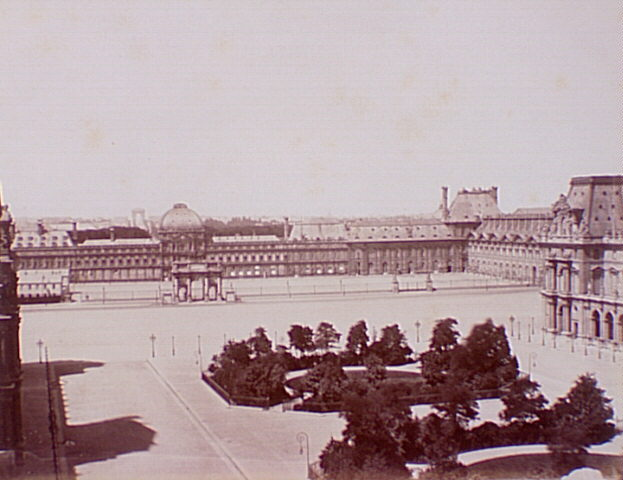
Le palais des Tuileries où ils montent la garde.

La Garde constitutionnelle du Roi contrairement à bien des légendes, suivant un plan proposé par Delessart, est composée : 
- d'un tiers de troupes de ligne,
- et deux tiers de jeunes citoyens recrutés dans les gardes nationales et représentants des départements. Ce sont ces derniers qui les nomment. Chaque département en nomme trois ou quatre[2].

Les troupes de ligne vont forcer à démissionner un certain nombre de jeunes gardes. Ils sont remplacés par des soldats aguerris, considérés comme plus sûrs par leurs commandants. Beaucoup de ces gardes ou de leurs officiers sont des maîtres d'escrime, des ferrailleurs éprouvés, bons tireurs et excellents cavaliers. « Des hommes d'audace et d'aventure… ».
Louis Hercule Timoléon de Cossé-Brissac (1734-1792) est le commandant en chef de la Garde constitutionnelle du Roi. Le maréchal de camp Jean-Georges-Claude Baude, baron de Pont-l'Abbé  est le commandant des troupes à pied. Le maréchal de camp-comte Louis Charles d'Hervilly est le commandant des gardes à cheval. 
La Garde constitutionnelle du Roi est composée de six divisions de fantassins de 200 hommes et trois divisions de 200 cavaliers, soit 1 800 gardes. 
Ces soldats qui prennent leur service le 1er janvier 1792, prêtent serment à la mi-mars à la Nation, à la Loi et au Roi. La garde constitutionnelle fait efficacement son travail, réprimant les émeutes sans excès de zèle et protégeant le roi des manifestants. Une partie des gardes fréquentent le club des jacobins.
Un certain nombre des gardes sont décorés de la Décoration Militaire, créée en remplacement de l’Ordre royal et militaire de Saint-Louis un an jour pour jour avant la création de la Garde.
Marie-Antoinette réorganise peu à peu cette garde constitutionnelle autorisée par la Constituante. Si certains officiers sont choisis par la reine, la noblesse ne veut point y entrer par opposition à la Constitution. 
Les gardes n'arborent pas un drapeau tricolore, et leur uniforme est bleu à parements cramoisis. Les tambours, trompettes et musiciens sont galonnés sur toutes les coutures. Les gardes sont cantonnés à l'École militaire. Ils sont payés par le roi sur sa liste civile.

### Dissolution par l'Assemblée législative

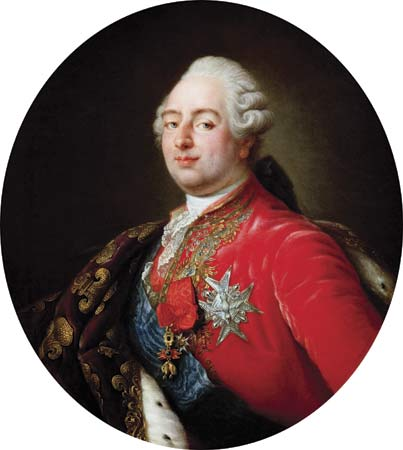
Louis XVI a de sérieux doutes sur la fidélité de cette troupe en cas d'attaque des Tuileries.

Une rumeur court disant que la Cour prépare une Saint-Barthélemy de patriotes avec l'aide de la garde constitutionnelle, le 29 mai 1792. Les gardes nationaux les accusent de vouloir préparer une fuite du roi. Certes le roi témoigne les plus grandes marques d'attention à sa garde constitutionnelle, mais il agit de même avec ses gardes nationaux. En réalité, Louis XVI a de sérieux doutes sur la fidélité de cette troupe en cas d'attaque des Tuileries. Selon Madame Campan, il est au contraire content des sentiments qui animent cette troupe.
Le jeune Joachim Murat joue un rôle important dans la dissolution de cette Garde, car c'est sur un de ses rapports dénonçant les activités contre-révolutionnaires des membres de la garde que s’appuie la décision de la dissoudre. Entré le 8 février 1792, il démissionne le 4 mars. Il écrit le 29 mai 1792 : Parmi les faits nombreux que je pourrais vous présenter encore, je ne vous en citerai qu'un seul, qui a été dénoncé à votre comité de surveillance par le département du Lot, et qui peut jeter quelque jour sur les intentions perfides des chefs de ce corps ; c'est la proposition faite par M. Descours, lieutenant-colonel de la garde à cheval à M. Murat, au moment où ce citoyen donnait sa démission, de joindre les émigrés, en lui disant, pour le séduire, qu'il envoyait 40 louis au fils de M. Cholard, directeur des postes de la ville de Cahors, jeune homme qui venait de se rendre à Coblence.
Dumouriez, qui va être ministre de la guerre le 13 juin, est lui aussi en partie à l'origine du licenciement de la garde constitutionnelle du roi. Malgré les efforts à l'Assemblée de son défenseur, Girardin, le rapport de Claude Basire qui demande qu'on supprime la garde constitutionnelle du roi, et que l'on décrète d'arrestation M. de Brissac, est adopté. Les Girondins sont à l'origine de ce décret qui est rendu le même jour. Malgré la faible majorité des partisans de ce décret, toutes les tribunes applaudissent. 
La garde constitutionnelle est licenciée, le duc de Brissac est décrété d'arrestation, et les postes des Tuileries sont remis à la Garde nationale. La garde est donc dissoute le 29 mai 1792 par l'Assemblée législative. Mais les dénonciations contre la garde constitutionnelle ne concernent que l'état-major de cette garde.

### Cérémonie de licenciement de la Garde constitutionnelle du Roi

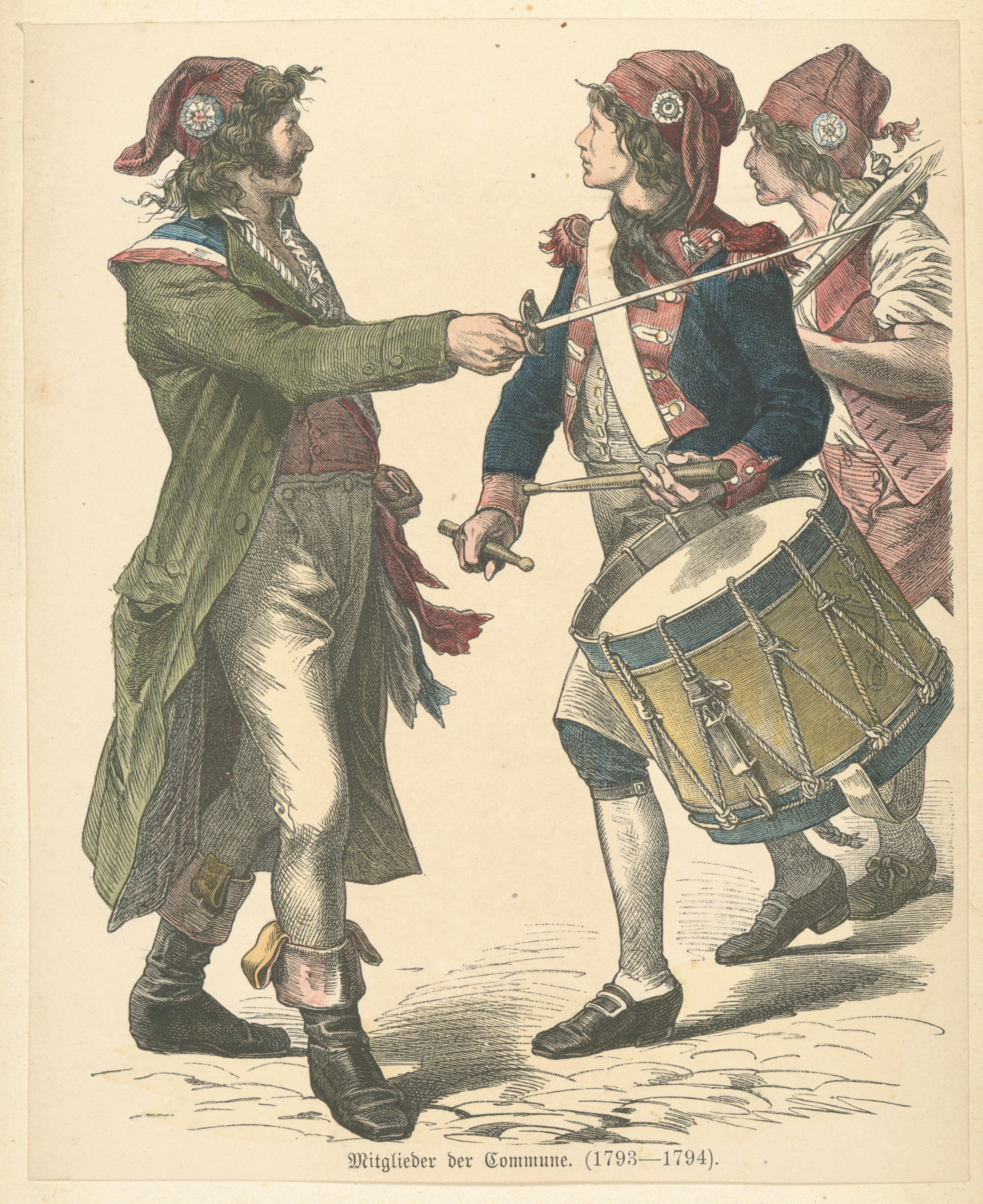
Sans-culottes

La Garde est aux yeux des sans-culottes une pépinière infernale d'aristocratie qui conspirait pour cimenter par le sang des amis de la liberté l'affreux despotisme. Un simple licenciement ne leur suffit pas : ils attaquent immédiatement des soldats qui montent la garde au château. 
Lors de la cérémonie, des émeutiers sont là et la garde nationale doit protéger ses gardes désarmés des extrémistes quand ils sortent du château. Pourtant, ils offraient au Roi de s’en prendre aux Jacobins. Cela aurait été une bataille comme celle d’El Alamo : 1 800 hommes contre au moins 18 000. Mais de tels hommes choisis un à un, souvent parmi les héros de la guerre d'indépendance, bien armés et entraînés auraient peut-être triomphé de ces groupes inorganisés et de ces foules en armes.
Ce jour-là, le Dauphin chez la Reine, avec laquelle il dîne depuis quelque temps, est en colère. Il n'ouvre pas la bouche en public, mais ne se croyant pas obligé à la même discrétion avec ses proches notamment l’abbé d’Avaux, il ne cache pas la peine qu’il éprouve du renvoi de sa garde.
Antoine François Bertrand de Molleville demande au roi d'aller à l'Assemblée avec 100 gardes, et d'y dénoncer ce texte de loi : Je viens remplir ce devoir, et vous représenter l'irrégularité du décret qui ordonna le licenciement de ma garde constitutionnelle....
Antoine Barnave supplie la reine de demander au roi d'accepter la recréation d'une nouvelle garde avec un état-major composé d'officiers jacobins. Mais le souverain refuse.

### Journée du 10 août 1792

La Prise des Tuileries le 10 août 1792 par Jacques Bertaux, (Musée du château de Versailles).

Les hussards de la mort, cantonnés désormais à l'École militaire, récupèrent non seulement la caserne, mais aussi les chevaux de la cavalerie de la garde constitutionnelle dissoute en mai.
La garde n'a donc pas été remplacée du fait du refus du roi. Ce sont les Suisses et des bataillons de la Garde nationale qui montent la garde au palais des Tuileries. Le 20 juin 1792, les émeutiers pénètrent au château pratiquement sans aucune résistance des gardes nationaux. 
Au mois de juillet 1792, les anciens membres de la garde constitutionnelle du roi touchent toujours, parait-il, leurs appointements.
Beaucoup d'anciens membres de la Maison militaire du roi de France et de l'éphémère garde constitutionnelle du roi dissoute sont présents aux côtés des défenseurs du Palais des Tuileries, le 10 août 1792. Ils sont ce jour-là, paraît-il, 120 officiers de l'ex-garde constitutionnelle.

## Quelques destinées de membres de cette Garde

### Royalistes

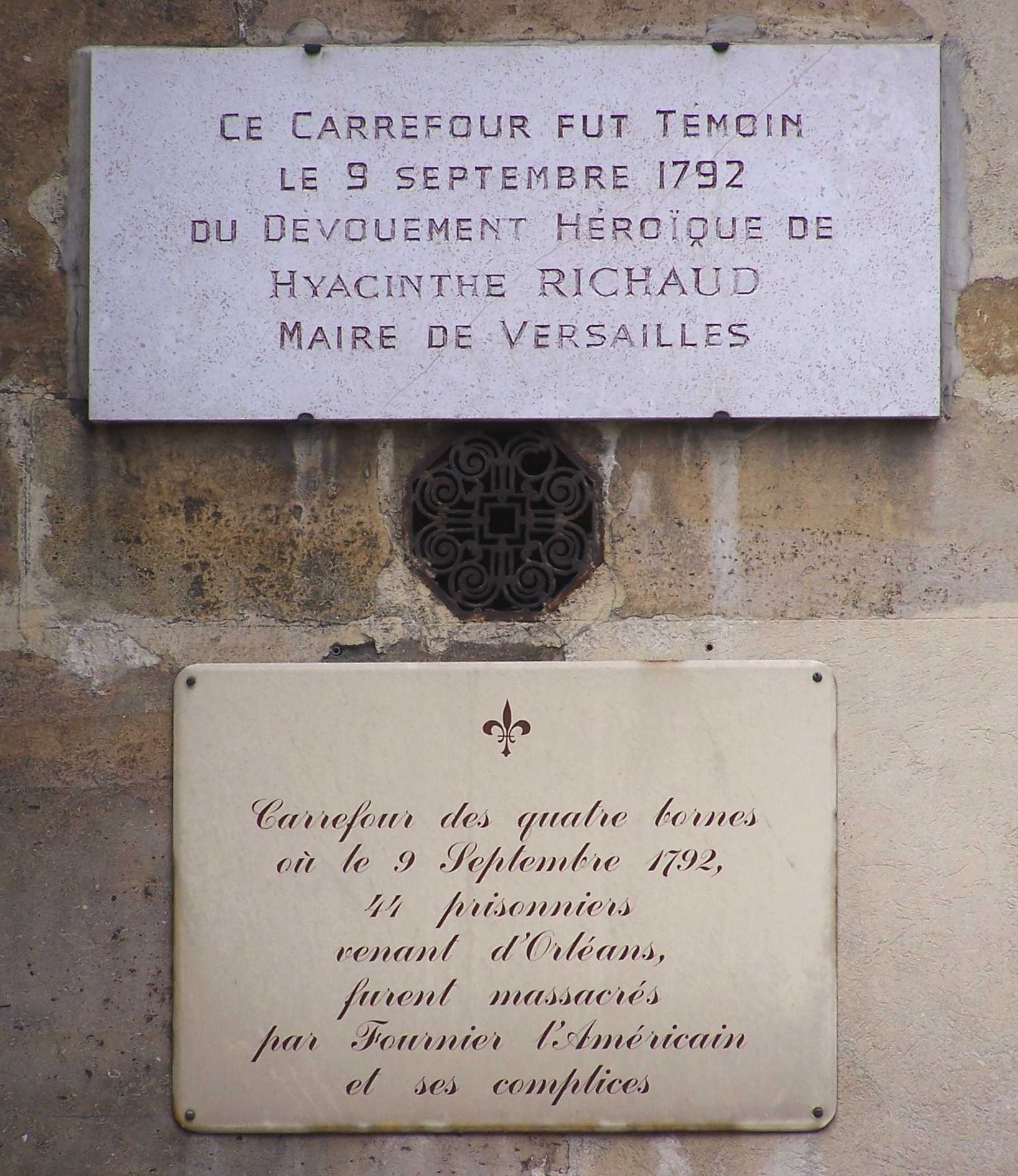
Louis Hercule Timoléon de Cossé-Brissac, commandant en chef de la Garde figure parmi les victimes des massacres du 9 septembre 1792 à Versailles.

Ils sont royalistes en 1792, mais les rares survivants ont des destinées variées de la Vendée aux guerres de l'Empire :
- Louis Hercule Timoléon de Cossé-Brissac (1734-1792), commandant en chef de la Garde constitutionnelle du Roi.
- Henri de La Rochejaquelein (1772-1794), futur général, ne suit point son père dans l'émigration, et il croit pouvoir défendre le trône dans la Garde constitutionnelle du Roi Louis XVI où il est appelé en 1791. La journée du 10 août 1792 trompa ses espérances[23]. Aux côtés du chevalier de Charette ce jour-là, ils participèrent tous deux au soulèvement de la Vendée.
- Charles Marie de Beaumont d'Autichamp, après le licenciement le 5 juin 1792, il continue son service et échappe de justesse au massacre du 10 août 1792. Il sera lui aussi des guerres de Vendée.
- Philippe Nicolas Marie de Pâris, (1763-1793), sans emploi après la dissolution, il décide d'assassiner un député régicide. Il tue d'un coup de sabre Louis-Michel Lepeletier de Saint-Fargeau.
- Jean-Baptiste Bessières (1768-1813), futur maréchal, est envoyé par ses concitoyens dans la Garde en 1791. Bessières tente de rejoindre les Tuileries le 10 août 1792, mais, s'il faut en croire Chardigny[24], il arrive trop tard. Mais il doit néanmoins se cacher pendant trois mois.
- Louis François Perrin de Précy, futur général, lieutenant-colonel de la Garde, il organise la défense de Lyon pendant le siège de Lyon le 8 août 1793 contre l'armée de la Convention.
- Michel-Augustin de Goyon, lieutenant au régiment des Gardes françaises, il est nommé officier de la Garde. En 1792, il émigre à Hambourg.
- Hervé Clérel de Tocqueville, père d'Alexis de Tocqueville, ne pouvant rien pour le salut du Roi, il part en Picardie chez l’abbé Lesueur. Il épouse le 12 mars 1793, la petite-fille de l’avocat du Roi, Chrétien Guillaume de Lamoignon de Malesherbes et deviendra par ce mariage le beau-frère du frère de François-René de Chateaubriand.
- Jacques Bruneau de La Mérousière, devient un chef chouan de la rive gauche de la Mayenne.

### Autres

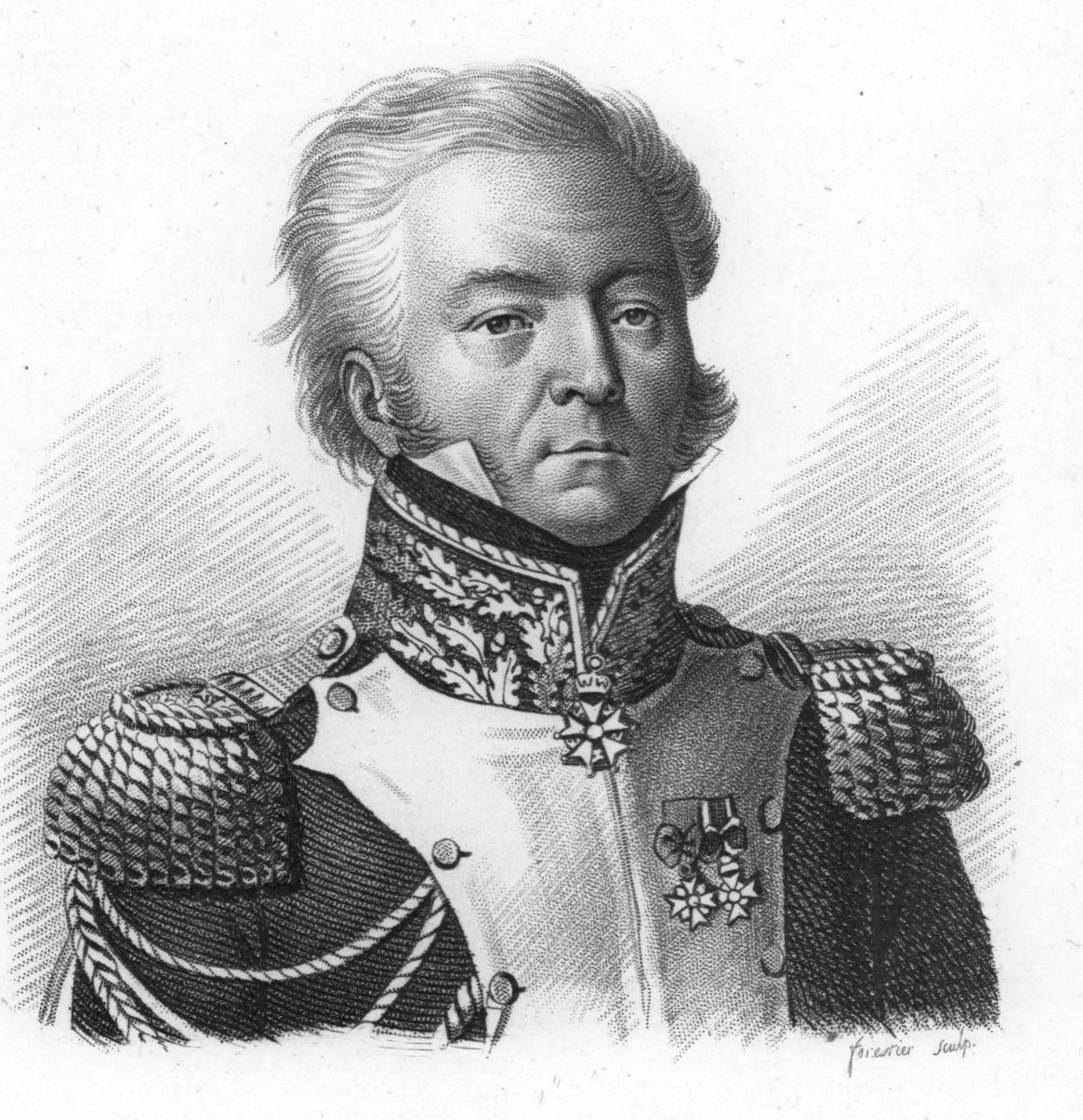
Louis Lepic, futur général, d'une famille pauvre et nombreuse, bénéficie des bienfaits de la Révolution. Après le 10 août 1792, ce maréchal des logis est lieutenant-colonel, au bout de six semaines. Les dénonciations visant la garde constitutionnelle ne concernent que l'état-major de cette garde et pas la totalité de ses membres.

Ils ne sont pas obligatoirement des ennemis du Roi et de la Constitution. Toutefois, ils ne se signalent pas par un attachement particulier à la famille royale. Recrutés dans les régiments, ils vont avoir après 1792 des avancements très rapides.
- Jean-Baptiste-Marie-Victor Chebrou de Lespinats, lieutenant de cette garde. Futur Inspecteur Général des Haras. Directeur du dépôt de remontes de Saint-Maixent, Directeur du Haras de Pompadour.
- Louis François Coutard, futur général, venant du 1er bataillon de la Sarthe, le 13 janvier 1792, il passe dans la Garde. Coutard retourne après la dissolution dans son bataillon de volontaires.
- Louis Lepic, futur général, d'une famille pauvre et nombreuse, il bénéficie de la Révolution avec son admission dans la Garde. Après le 10 août 1792, il passe maréchal des logis aux dragons de la République. Au bout de six semaines, il est lieutenant-colonel.
- Louis Thomas Gengoult, futur général, licencié avec ce corps le 5 juin suivant, il entre le 20 juillet de la même année comme soldat dans le bataillon de la Meurthe.
- Claude-François Ferey, futur général, entre comme soldat dans le 1er Régiment de Chasseurs à Cheval, passe le 9 décembre 1791 dans la Garde, où, d'abord simple garde, il devient rapidement brigadier et maréchal-des-logis. Ce corps ayant été dissout, il est élu le 12 juillet 1792 du même mois, adjudant-major au 9e bataillon des volontaires de la Haute-Saône.
- Jean Hugues Gambin, futur général, sergent-major dans la Garde, le 11 septembre 1792 il entre comme sergent-major dans le 1er bataillon des Gravilliers, où il fut nommé capitaine adjudant-major, le 15 du même mois.
- Jacques Lecapitaine[25], futur général, est nommé soldat d’élite dans cette Garde. Il est licencié, avec son régiment, mais le 3 septembre, il est élu au grade de lieutenant en second au 4e bataillon des Volontaires parisiens.
- Joachim Murat, futur maréchal, fervent partisan des idées nouvelles, et notamment de Marat (dont il prend quelque temps le nom), il démissionne au bout de quelques jours, estimant que la Garde n'est qu'un repaire de royalistes.

- Gabriel Peignot[26], sous le patronyme de de La Verpilière, y fait la fête.
- Charles-André Merda fut ensuite gendarme et est réputé avoir tué Robespierre au IX Thermidor.